# Pseudohadena rhodostola
Pseudohadena rhodostola là một loài bướm đêm trong họ Noctuidae.